# Приморское (Ульяновская область)
Приморское — село в Лебяжинском сельском поселении Мелекесского района Ульяновской области.

## География
Расположена на левом берегу Куйбышевского водохранилища, расстояние до районного центра:
Димитровград 21 км, до областного центра Ульяновск 76 км.

## История
В 1780 году, при создании Симбирского наместничества, деревня Грязнуха, при речке Грязнухе, вошла в состав Ставропольского уезда. С 1796 года — в Симбирской губернии. С 1851 года — в Ставропольском уезде Самарской губернии. 
В 1859 году деревня Грязнуха, при пруде Грязнуха, по торговому тракту из Оренбурга в Симбирск, в 187 дворах жило: 547 мужчин и 626 женщин, имелся конный завод. 
Статус села деревня Грязнуха получила после постройки деревянной Михайло-Архангельской церкви в 1883 году. Церковь была закрыта в 1930-е годы и разобрана в 1954—1955 годах.
В 1953 году, при создании Куйбышевского водохранилища, село Грязнуха было перенесено на новое место. 
В 1960 году указом Президиума Верховного Совета РСФСР село Грязнуха переименовано в Приморское.

## Население
| 1859 | 1883  | 1889  | 1897  | 1910  | 1926  | 2010 |
| ---- | ----- | ----- | ----- | ----- | ----- | ---- |
| 1173 | ↘1019 | ↗1270 | ↗1419 | ↗1601 | ↘1278 | ↘349 |

## Известные уроженцы
- Можиевский, Иван Елисеевич — гвардии старший лейтенант Советской Армии, участник Великой Отечественной войны, Герой Советского Союза (1945).